# Nikki Kerkhof
Nikki Kerkhof, Künstlername Nikki (* 21. Dezember 1983 in Sint-Oedenrode) ist eine niederländische Sängerin. In ihrem Heimatland wurde sie als Gewinnerin der vierten Staffel der Castingshow Idols bekannt, die von Oktober 2007 bis März 2008 im Programm des privaten Fernsehsenders RTL 4 ausgestrahlt wurde.
In der Finalsendung am 1. März 2008 setzte sie sich in der Zuschauerabstimmung mit 62 % der Stimmen gegen ihre Konkurrentin Nathalie Makoma durch. Der Sieg war mit einem Vertrag bei der Plattenfirma Sony BMG verbunden. Zwei Tage nach dem Finale erschien ihre Debütsingle Hello World. Mit ihr erreichte sie Mitte März 2008 Platz 1 der niederländischen Singlecharts.

## Diskografie
Alben
- 2008: Naked
- 2010: Let It Go

Singles
- 2008: Hello World
- 2008: Bring Me Down
- 2009: What Did I Do
- 2009: How to Break a Heart
- 2010: Perfect Day
- 2010: Can’t Stop Thinking About You